# Siuslaw
El siuslaw /ˈsaɪjuːslɑː/ (també umpqua) és la llengua ameríndia extinta parlada pels siuslaws que vivien al sud-oest d'Oregon en la costa del Pacífic dels Estats Units. L'últim parlant conegut va morir en 1960.

## Classificació
El siuslaw comprèn dos dialectes similars:
- Siuslaw propi (†, 1960)
- baix umpqua (†, c. 1957)[1]

La documentació existen tsobre la llengua és escassa, consisteix en unes 12 pàgines de vocabulari de tots dos dialectes compilades per James Owen Dorsey, un treball de camp de Leo J. Frachtenberg de 1911 amb una parlant nativa de baix umpqua que no coneixien l'anglès i que convivia amb el seu marit, parlant d'alsea i que també parlava siuslaw com a segona llengua. Hi ha enregistraments d'àudio de tots dos dialectes compilats per Morris Swadesh en 1953, i en unes poques hores de treball de camp amb tres parlants de siuslaw (alt umpqua) presos per Dell Hymes en 1954. Frachtenberg (1914, 1922) i Hymes (1966) són les publicacions basades en aquests materials.